# Rhodacarellus perspicuus
Rhodacarellus perspicuus är en spindeldjursart som beskrevs av Halaskova 1959. Rhodacarellus perspicuus ingår i släktet Rhodacarellus och familjen Rhodacaridae. Inga underarter finns listade i Catalogue of Life.